# 893
893 је била проста година.

## Догађаји
- Википедија:Непознат датум — Владавина династије Абасида у Багдаду.

- Владимира, владара (кана) бугарског царства, свргнуо је његов отац Борис I, уз помоћ лојалних бојара. Ослепљен је, а наследио га је брат Симеон I, као кнез Бугарске; престоница се премешта из Плиске у Преслав. Симеон склапа савез са Печенезима, полуномадским турским племеном из средњоазијских степа.
- Експедициона снага Источне Франачке под Свентиболдом, најстаријим сином краља Арнулфа од Корушке, прелази Алпе у Фурланију. Он спаја Верону, са војском свргнутог краља Беренгара I, и наставља да опсади Павију. После тромесечне кампање, Звентиболд добија наређење да се врати у Баварску, у случају интервенције Мађара.
- Тринаестогодишњи Карло III, постхумни син Луја Муцавог, крунисан је за краља Западног франачког краљевства у катедрали у Ремсу—иако га краљ Одо (или Еудес) као таквог не признаје све до 898. године.
- Краљ Алфонсо III поново насељава град Замору Мозарабима (иберијским хришћанима који су живели под маварском влашћу) из Толеда у Ал-Андалузу (савремена Шпанија).
- Галиндо II Азнарес је наследио свог оца Азнара II Галиндеза на месту грофа Арагона (до 922).
- Пролеће – Принц Едвард, син краља Алфреда Великог, побеђује данске викиншке јуришнике код Фарнама и приморава их да се склоне на острво Торни. У исто време Данци из Источне Англије плове око обале Корна, и опседају Ексетер.
- Лето – Битка код Бутингтона: Комбинована војска Велса и Мерсија под лордом Етелредом опседа викиншки камп у Бутингтону у Велсу. Данци беже уз велике губитке, и одводе своје породице на сигурно у Источну Англију.
- Јесен – Дански Викинзи под Хаштајном заузимају град Честер, након брзог марша из Источне Англије. Алфред Велики уништава залихе хране, приморавајући их да се преселе у Велс.
- 23. март – Ардабилски земљотрес 893. Неколико каталога земљотреса и историјских извора описују овај земљотрес као разорни земљотрес који је погодио град Ардабил у Ирану. Магнитуда је непозната, али се наводи да је број погинулих веома велик. УСГС, у својој "Листи земљотреса са 50.000 или више смртних случајева", даје процену да је погинуло 150.000, што би га чинило деветим земљотресом по смртности у историји.
- 28. децембар – Земљотрес уништио град Двин у Јерменији.
- Преславски сабор: Византијско свештенство је протерано из Бугарске, а грчки језик је замењен старословенским, као богослужбеним језиком. Уведена је, поред глагољице и друга словенска азбука, ћирилица.
- Краљ Јасоварман I (звани Губави краљ) Кмерског царства (модерна Камбоџа) посвећује храм Лолеи из групе Ролуос богу Шиви и краљевској породици.

## Рођења
- Википедија:Непознат датум — Лудвиг Дете, краљ Немачке (†911.)